# Platte (Kohlwald)
Die Platte ist eine bewaldete Anhöhe im Fichtelgebirge. Sie liegt im südlichen Teil des Kohlwalds, nördlich von Waldsassen in der Oberpfalz. Ihr Gipfel liegt auf 577 m ü. NHN.

## Geographie
In der südwestlichen Talmulde zum benachbarten Glasberg verläuft der Forellenbach, der in 566 m ü. NHN im Gebiet Dreibrunnen entspringt und nach kurzem Verlauf nordöstlich von Waldsassen in die Wondreb mündet.

## Geschichte
An der Ostseite verlief in früheren Jahren eine wichtige Straße nach Eger (Cheb).

## Bauwerke
Ebenfalls in früheren Jahren standen hier Kohlenmeiler für die Eisenverhüttung in Arzberg (Oberfranken). Nordwestlich des Gipfels steht die Dreifaltigkeitskirche Kappl.

## Karten
- Fritsch Wanderkarte 1:50.000, Blatt 52, Naturpark Fichtelgebirge – Steinwald